# Divize A 2022/2023
V soubojích 58. ročníku České divize A 2022/23 se utkalo 16 týmů dvoukolovým systémem podzim - jaro. Tento ročník odstartoval v pátek 5. srpna 2022 a skončil 10. června 2023.

## Nové týmy v sezoně 2022/23
- Po ČFL 2021/22 se pouze do Divize A přihlásilo mužstvo FK Viagem Příbram B[1].
- Z krajských přeborů postoupila tato mužstva: FK Slavoj Český Krumlov z Jihočeského přeboru, TJ Jiskra Domažlice B a SK Horní Bříza z Plzeňského přeboru a FK Komárov ze Středočeského přeboru.
- Dále sem byla přeřazena mužsta SK Aritma Praha z Divize B a SK Tochovice z Divize C.

## Kluby podle přeborů
- Jihočeský (4): FK Slavoj Český Krumlov, Sokol Lom, SK Otava Katovice a FK Spartak Soběslav.
- Karlovarský (1): FK Viktoria Mariánské Lázně.
- Plzeňský (6): TJ Jiskra Domažlice B, SK Senco Doubravka, SK Klatovy 1898, SK Horní Bříza, SK Petřín Plzeň a FC Rokycany.
- Praha (1): SK Aritma Praha.
- Středočeský (4): SK Hořovice, FK Komárov, FK Viagem Příbram B a SK Tochovice.

## Konečná tabulka soutěže
| Poř. | Tým                         | Z  | V  | R | P  | VG | OG | B  |
| ---- | --------------------------- | -- | -- | - | -- | -- | -- | -- |
| 1.   | Sokol Lom                   | 30 | 21 | 2 | 7  | 77 | 35 | 65 |
| 2.   | FK Spartak Soběslav         | 30 | 17 | 5 | 8  | 66 | 38 | 56 |
| 3.   | SK Petřín Plzeň             | 30 | 15 | 5 | 10 | 64 | 46 | 50 |
| 4.   | SK Senco Doubravka          | 30 | 14 | 6 | 10 | 51 | 42 | 48 |
| 5.   | SK Otava Katovice           | 30 | 14 | 5 | 11 | 59 | 58 | 47 |
| 6.   | SK Aritma Praha             | 30 | 13 | 6 | 11 | 46 | 37 | 45 |
| 7.   | FC Viktoria Mariánské Lázně | 30 | 13 | 5 | 12 | 49 | 60 | 44 |
| 8.   | FK Slavoj Český Krumlov     | 30 | 12 | 8 | 10 | 43 | 51 | 44 |
| 9.   | SK Hořovice                 | 30 | 13 | 5 | 12 | 38 | 38 | 44 |
| 10.  | TJ Jiskra Domažlice B       | 30 | 13 | 4 | 13 | 56 | 50 | 43 |
| 11.  | FK Viagem Příbram B         | 30 | 12 | 6 | 12 | 58 | 60 | 42 |
| 12.  | SK Klatovy 1898             | 30 | 12 | 4 | 14 | 55 | 57 | 40 |
| 13.  | FK Komárov                  | 30 | 11 | 7 | 12 | 46 | 57 | 40 |
| 14.  | FC Rokycany                 | 30 | 11 | 6 | 13 | 41 | 38 | 39 |
| 15.  | SK Tochovice                | 30 | 7  | 3 | 20 | 44 | 68 | 24 |
| 16.  | SK Horní Bříza              | 30 | 1  | 5 | 24 | 19 | 77 | 8  |

Poznámky:
- Z = Odehrané zápasy; V = Vítězství; R = Remízy; P = Prohry; VG = Vstřelené góly; OG = Obdržené góly; B = Body

- Postupující Sokol Lom bude v ČFL 2023/24 nově vystupovat jako FC Silon Táborsko B[2].

|  | Postup do ČFL                           |
|  | Sestup do příslušného krajského přeboru |